# Lions Gate Entertainment
Lions Gate Entertainment Corporation, comunemente abbreviata in Lionsgate, è una compagnia di intrattenimento statunitense, che è stata fondata a Vancouver, Columbia Britannica, Canada. Sino al 2007, è stata la più importante società di distribuzione e produzione di film e prodotti televisivi indipendenti negli Stati Uniti.

## Il nome
Il nome Lions Gate deriva dal Lions' Gate Bridge che attraversa l'insenatura di Burrard, a Vancouver, in Canada. Esso si riferisce anche al cancello commemorativo eretto da Alessandro, dopo la morte di Efestione nel 324 a.C. ad Hamadan, in Iran (antica Persia) chiamato il 'Cancello dei Leoni' (in inglese 'Lions Gate'). Nel 2006 il marchio è stato cambiato in "Lionsgate".

## Storia
La Lionsgate Films è una compagnia di produzione e distribuzione, sussidiaria della Lions Gate Entertainment. Attualmente è una delle maggiori compagnie di distribuzione di film indipendenti nel nord America. Si concentra principalmente su film stranieri e film indipendenti, ed è conosciuta per la distribuzione di film controversi quali Fahrenheit 9/11 e American Psycho. In alcuni casi, i film che sono stati distribuiti dalla Lions Gate nei cinema, saranno distribuiti in DVD da altri studios.
Durante la maggior parte degli anni novanta, la società è stata conosciuta come Cinépix Film Properties Inc. (CFP).
L'attuale incarnazione della Lionsgate è stata avviata nel 1997 da Frank Giustra, un banchiere di Vancouver che sperava di guadagnare sulla crescente industria cinematografica nella sua città. L'azienda acquistò una serie di piccoli impianti di produzione e distributori. Il suo primo successo è stato American Psycho, che ha dato il via ad un trend di produzione e distribuzione di film troppo controversi per i grandi studios americani. Altri successi includono Affliction, Demoni e dei, Dogma, e il documentario Fahrenheit 9/11 di Michael Moore, che è diventato uno dei maggiori successi degli studios.
Nel 2000, Giustra aveva lasciato l'azienda, presa da Jon Feltheimer e Micheal Burns. Essi decidono di concentrarsi sui profitti derivanti dalla vendita di VHS e DVD, iniziano quindi ad acquistare le aziende che controllano grandi mediateche. Le due più importanti acquisizioni furono la Trimark Pictures Inc. e l'Artisan Entertainment. Queste due, insieme ad altre aziende, hanno dato alla Lionsgate la seconda più grande videoteca in DVD , compresi Atto di forza, Le iene, Sul lago dorato, Young Guns - Giovani pistole, Dirty Dancing e La vita è meravigliosa.
Occasionalmente la Lionsgate ha co-prodotto film in collaborazione con importanti studios. Per esempio, la Lionsgate (attraverso la sussidiaria Artisan) in collaborazione con la Miramax Films ha prodotto nel 2004 il sequel Dirty Dancing 2 e con la Paramount Pictures nel 2002 Narc - Analisi di un delitto e nel 2004 Un principe tutto mio. La Lionsgate è stata inoltre il partner della 20th Century Fox per il film di fantascienza del 2004 The Day After Tomorrow - L'alba del giorno dopo. Sempre nel 2004, la Lionsgate ha unito le forze con la rivale indipendente United Artists per la produzione di Hotel Rwanda. La società ha anche una divisione televisiva che produce serie tipo The Dead Zone. La società ha inoltre lanciato un'etichetta discografica.
Altri film notevoli includono Crash - Contatto fisico, il primo film della compagnia che ha ricevuto il Premio Oscar come miglior film; Lord of War; e Saw - L'enigmista. Altri recenti successi sono i film adattati da Tyler Perry: Diary of a Mad Black Woman e Madea's Family Reunion, che è stato il primo film del 2006 ad essere il film numero 1 in America per due settimane di fila.
Nel 2005, la distribuzione canadese della Lionsgate è stata venduta alla Maple Pictures, una compagnia fondata da due ex dirigenti della Lionsgate.novembre 2007 Lo stesso anno la Lionsgate ha acquistato la società di distribuzione inglese Redbus Films, rinominandola Lionsgate UK.
La Lionsgate ha stipulato un recente accordo con la WWE Films per distribuire film come Il collezionista di occhi e The Condemned, che vedono come protagonisti famosi wrestler.
La Lionsgate inoltre mantiene elevati margini di profitto non finanziando molti film che poi distribuisce. Invece, co-produce film con partner produttori o acquista i diritti dei film ai festival, come è accaduto per Saw, Cabin Fever, e Open Water.
Lionsgate ha iniziato a distribuire i suoi titoli in home video, dopo l'acquisizione della Trimark Pictures e la sua divisione home video, la Trimark Home Video, chiusa dopo. 
La Lionsgate ha scelto nel 2006 di distribuire i propri film esclusivamente in formato Blu-ray.
Nel 2007, la compagnia ha annunciato l'inserimento dei suoi film e show per la TV nel catalogo dell'iTunes Store. Lo stesso anno, l'azienda ha raggiunto un accordo con ReelTime.com per fornire contenuti in pay-per-view sul network peer-to-peer in streaming.

### Acquisto della Summit Entertainment
Nel 2012 la Lionsgate acquista la Summit Entertainment, aumentando il proprio listino con numerosi titoli.

## Film distribuiti e prodotti
(la lista potrebbe essere non completa)

### Anni 1990
- The Doors (distribuzione)
- Swimming with Sharks
- Bastard Out of Carolina (distribuzione)
- Guantanamera
- L'amante in città
- I racconti del cuscino
- Non aprite quella porta IV
- La baia di Eva
- Mrs. Dalloway
- Amore e morte a Long Island
- Affliction
- Demoni e dei
- π - Il teorema del delirio
- Johnny Skidmarks
- The Blair Witch Project - Il mistero della strega di Blair
- Gonne al bivio
- Darkness Falls
- Dogma
- Ghost Dog - Il codice del samurai
- Il violino rosso (solo distribuzione negli USA)

### Film prodotti nel XXI secolo
- Amores perros
- American Psycho
- Blood and Roses
- Il libro segreto delle streghe: Blair Witch 2
- Bruiser - La vendetta non ha volto
- A morte Hollywood
- Heavy Metal 2000
- Requiem for a Dream
- L'ombra del vampiro
- Songcatcher
- Bully
- Lantana
- L'altra metà dell'amore (distribuzione)
- Monster's Ball - L'ombra della vita
- O come Otello (distribuzione in USA)
- Tape
- American Psycho 2
- Biggie & Tupac
- The Cat's Meow
- The Dead Zone (serie TV)
- Irréversible
- Lovely & Amazing
- Maial College
- Le regole dell'attrazione
- Scelte d'onore
- The Cooler
- Alta tensione
- La casa dei 1000 corpi
- Monster Man
- Open Water
- The Grudge
- The Cookout
- Cube Zero
- Dirty Dancing 2
- Fahrenheit 9/11
- Fear of Clowns
- Godsend - Il male è rinato
- Stage Beauty
- Hotel Rwanda
- The Punisher
- Saw - L'enigmista
- Murder Set-Pieces
- Barbie - La principessa e la povera
- Alone in the Dark
- Crash - Contatto fisico
- La casa del diavolo
- Diary of a Mad Black Woman
- Happy Endings
- Alta tensione (re-distribuzione nel 2005, solo distribuzione)
- Hostel
- In the Mix - In mezzo ai guai (In the Mix)
- Lord of War
- Pinocchio 3000 (distribuzione)
- Santa's Slay
- Saw II - La soluzione dell'enigma
- Tamara - Toccata dal fuoco
- Waiting...
- Weeds (serie TV)
- 2001 Maniacs
- Una parola per un sogno
- Arthur's Missing Pal
- Crank
- Dark Ride
- The Descent - Discesa nelle tenebre
- Impiegato del mese (Employee of the Month)
- The Hamiltons
- Hard Candy
- L'invincibile Iron Man
- Larry the Cable Guy: Health Inspector
- Leonard Cohen: I'm Your Man
- Madea's Family Reunion
- Saw III - L'enigma senza fine
- Il collezionista di occhi
- Skinwalkers - La notte della luna rossa (Skinwalkers) (co-prodotto dalla After Dark Films)
- Solar Attack
- Ultimate Avengers
- Ultimate Avengers 2
- U.S.A. contro John Lennon (co-produzione con Paramount Pictures)
- Quel treno per Yuma
- The All Together
- Blood Trails
- Bratz: The Movie
- Bug - La paranoia è contagiosa
- Captivity
- Catacombs - Il mondo dei morti (Catacombs)
- The Condemned
- Daddy's Little Girls
- Delta Farce
- Dishdogz
- Dottor Strange - Il mago supremo
- Foodfight!
- Charlie viene prima di tuo marito
- Cenerentola e gli 007 nani
- Highlander: The Source
- Hostel: Part II
- Peaceful Warrior (co-distribuito in certi paesi dalla Universal Pictures)
- Pride
- Rise of the Dead
- Saw IV
- Sicko (prodotto dalla The Weinstein Company)
- Stir of Echoes: The Homecoming
- Denti
- Trade
- Rogue - Il solitario
- Why Did I Get Married?
- Atlas Shrugged
- John Rambo (co-prodotto con The Weinstein Company)
- La rapina perfetta
- Punisher - Zona di guerra
- Street Fighter - Sfida finale
- Prossima fermata - L'inferno (co-prodotto con Lakeshore Entertainment)
- The Eye(remake del film del 2002)

- Saw V
- The Forbidden Kingdom
- Meet The Browns
- Madea Goes to Jail
- Daybreakers - L'ultimo vampiro
- Crank: High Voltage
- Ninja
- Harry Brown
- Smash Cut
- Parnassus - L'uomo che voleva ingannare il diavolo
- The Making of 'S. Darko'
- Utah Too Much
- Match Dead
- Direct Contact
- Drag Me to Hell
- Hulk vs Thor e Wolverine

Anni 2010
- Hunger Games
- Escape Plan - Fuga dall'inferno
- Hunger Games - La ragazza di fuoco
- The Equalizer - Il vendicatore
- Le due vie del destino - The Railway Man
- Hunger Games - Il canto della rivolta - Parte 1
- The Last Witch Hunter - L'ultimo cacciatore di streghe
- Hunger Games - Il canto della rivolta - Parte 2
- Brothers
- Il viaggio di Norm
- Now You See Me 2
- Boston - Caccia all'uomo
- Il viaggio di Norm (Norm of the North)
- John Wick - Capitolo 2
- Il castello di vetro
- Stronger - Io sono più forte
- Nerve
- My Little Pony - Il film
- La vedova Winchester
- Escape Plan 2 - Ritorno all'inferno
- Il tuo ex non muore mai
- Hell Fest
- John Wick 3 - Parabellum
- Above Suspicion
- Rambo: Last Blood
- Life Like
- Midway (co-prodotto con Summit Entertainment)
- Bombshell - La voce dello scandalo (Bombshell)

Anni 2020
- Voyagers
- Ammonite - Sopra un'onda del mare (Ammonite)
- Vanquish
- The Virtuoso
- Spiral - L'eredità di Saw (Spiral: From the Book of Saw)
- Flashback
- The Father - Nulla è come sembra (The Father)
- Come ti ammazzo il bodyguard 2 - La moglie del sicario (Hitman's Wife's Bodyguard)
- Midnight in the Switchgrass - Caccia al serial killer
- The Protégé
- Pericoloso (Dangerous)
- Secret Love (Mothering Sunday)
- La furia di un uomo - Wrath of Man (Wrath of Man)
- Non mollare mai (American Underdog)
- Shattered - L'inganno (Shattered)
- Moonfall
- Il talento di Mr. C (The Unbearable Weight of Massive Talent)
- Bomb Squad (Hot Seat)
- Fall
- Clerks III
- Detective Knight - La notte del giudizio (Detective Knight: Rogue)
- Gli occhi del diavolo (Prey for the Devil)
- Living
- Lamborghini - The Man Behind the Legend
- Detective Knight - Giorni di fuoco (Detective Knight: Redemption)
- The Plane
- Detective Knight - Fine dei giochi (Detective Knight: Independence)
- Un matrimonio esplosivo (Shotgun Wedding)
- The Son
- Operation Fortune (Operation Fortune: Ruse de Guerre)
- John Wick 4 (John Wick: Chapter 4)
- Ci sei Dio? Sono io, Margaret (Are You There, God? It's Me, Margaret)
- Sisu - L'immortale
- One Ranger
- Joy Ride
- Cobweb
- Corner Office
- Retribution
- I mercenari 4 - Expendables (Expend4bles)
- Saw X
- The Miracle Club
- Desperation Road
- Dear David
- The Marsh King's Daughter
- Manodrome
- Hunger Games - La ballata dell'usignolo e del serpente (The Hunger Games: The Ballad of Songbirds & Snakes)
- Silent Night - Il silenzio della vendetta (Silent Night)
- Miller's Girl
- Il miracolo di Sharon (Ordinary Angels)
- Imaginary
- Arthur the King - Insieme a ogni costo (Arthur the King)
- Il ministero della guerra sporca (The Ministry of Ungentlemanly Warfare)
- Boy Kills World
- Un eroe sconosciuto (Unsung Hero)
- The Strangers: Capitolo 1 (The Strangers: Chapter 1)
- Era mio figlio (Longing)
- Borderlands
- The Crow - Il corvo (The Crow)
- The Killer's Game
- Bagman
- Megalopolis
- Wonder: White Bird
- Piccole cose come queste (Small Things Like These)
- Armor
- Nella tana dei lupi 2 - Pantera (Den of Thieves 2: Pantera)
- Flight Risk - Trappola ad alta quota (Flight Risk)
- Ballerina

## Divisioni
- Film: Lions Gate Films e Lionsgate Horror Society
- Musica: Lionsgate Records
- Televisione: Lionsgate Television, Starz Inc. e Debmar-Mercury;
- Studios: Lionsgate Studios
- Video: Lionsgate Home Entertainment e Family Home Entertainment

### Televisione
La Lionsgate Television produce serie tipo The Dead Zone e Profezia di un delitto. La Lionsgate ha inoltre acquistato recentemente la Debmar-Mercury, società che vende diritti televisivi a emittenti televisive locali.

### Studios
- Lionsgate Studios
- Gli studios di proprietà della Lionsgate in Canada sono stati venduti a una società privata, e sono ora chiamati North Shore Studios, e quindi non hanno più a che fare con la Lionsgate Entertainment. Nel 2006, la società in compenso ha acquistato un terreno a Rio Rancho (Nuovo Messico) (sobborgo di Albuquerque) per la costruzione dei nuovi studios.

### Video
- Lionsgate Home Entertainment
  - Family Home Entertainment

Ha una mediateca di oltre 8000 film (molti dei quali sono il risultato di accordi con altri studios), compresi titoli come Dirty Dancing, Caccia mortale, Atto di forza, Sul lago dorato e la serie di Rambo. La Lionsgate distribuisce anche Will & Grace e altri programmi della NBC, e i prodotti della Mattel quali i video di Barbie di Clifford the Big Red Dog e i video della Scholastic Corporation.
I video attualmente di proprietà della Lionsgate Home Entertainment includono anche quelli della Artisan Entertainment, della Family Home Entertainment (divisione della Artisan), della Vestron Video, della Lightning Video (divisione della Vestron Video), della Magnum Entertainment, e della Carolco Home Video (grazie ad un accordo con la StudioCanal,in ogni paese una diversa azienda home video distribuisce i film della Carolco).